# Lucius Appuleius Saturninus
Lucius Appuleius Saturninus († konec 100 př. n. l.) byl římský politik a tribun lidu hájící zájmy populárů. Jeho nejvýznamnějším činem – ve spolupráci se svým spojencem Gaiem Serviliem Glauciou a se souhlasem Gaia Maria – bylo zavedení řady legislativních reforem během posledních let druhého století před naším letopočtem. Odpor senátu k jeho zákonům nakonec vedl v roce 100 př. n. l. k politické krizi, vyhlášení senatus consulta ultima a smrti Saturnina, Glaucii a jejich příznivců.

## Kariéra

### Quaestura
Jako quaestor v roce 104 př. n. l. dohlížel v Ostii na dovoz obilí, ale byl senátem z nejasných důvodů odvolán – což byl neobvyklý postup – a nahrazen Markem Aemiliem Scaurem.

### První tribunát
V roce 103 př. n. l. byl zvolen tribunem lidu. Navrhl po dohodě s Mariem, který hodlal získat přízeň svých vojáků, aby každý z jeho veteránů obdržel v římské provincii Africe příděl 100 iuger půdy. Měl také hlavni podíl na zajištění voleb ve prospěch Maria pro jeho čtvrtý konzulát na rok 102 př. n. l.
Příležitost k odplatě proti nobilitě se Saturninovi naskytla v roce 101 př. n. l. po příchodu vyslanců krále Mithridata VI. disponujících velkými sumami peněz, které měly být použity jako úplatky vybraným senátorům. Saturninus vyslance napadl, když tyto kompromitující skutečnosti zveřejnil. Byl postaven před soud za porušení nedotknutelnosti vyslanců a odsouzení unikl pouze díky odvolání se ke shromáždění lidu (výzvou k soucitu – latinsky ad misericordiam). Do období prvního Saturninova tribunátu pravděpodobně spadá jeho zákon de maiestate, jehož přesná ustanovení nejsou známa, ale jehož záměrem bylo pravděpodobně posílit moc tribunů a populárů. Pojednával o omezení autority římského lidu (minuta majestas), neboli o všech činech, které by mohly vést k narušení republikánského zřízení; jejich obsah byl mnohem širší než moderní pojem „vlastizrada“.
Jedním z hlavních cílů Saturninovy zášti byl Quintus Caecilius Metellus Numidicus, který se jako censor snažil vyloučit Saturnina ze senátu za chování z hlediska mravopočestnosti nevhodné senátora, ale Metellův kolega v úřadu odmítl jeho rozhodnutí potvrdit. Aby si zvýšil popularitu u lidu, který stále choval vzpomínku na bratry Gracchy, objevoval se Saturninus na veřejnosti spolu s propuštěncem Luciem Equitiem, který se vydával za syna Tiberia Sempronia Graccha. Sempronia, Tiberiova sestra, ho jako svého údajného synovce odmítla uznat.

### Druhý tribunát
Marius se po svém návratu do Říma po vítězství nad Kimbry ocitl v senátu v politické izolaci. Uzavřel proto se Saturninem a jeho spojencem Gaiem Serviliem Glauciou dohodu, a tito tři muži vytvořili jakýsi neformální triumvirát, který byl podporován veterány z Mariova vojska i velkým počtem obyčejných lidí. Pomocí úplatkářství a atentátu byl Marius zvolen na rok 100 př. n. l. pošesté konzulem, Glaucia praetorem a Saturninus podruhé tribunem. Saturninus neprodleně předložil ke schválení pozemkový zákon lex Appuleia agraria. Navrhoval v něm, aby veškerá půda severně od řeky Pádu, která byla předtím v držení Kimbrů, včetně území nezávislých keltských kmenů, která Kimbrové dočasně obsadili, byla k dispozici pro rozdělení mezi Mariovy veterány. Takto formulovaný zákon byl poněkud problematický, protože tyto pozemky již byly předtím majetkem provinciálů, které Kimbrové vyvlastnili.
Zákon požadoval založení kolonií na Sicílii, v Acháji, Zaalpské Galii a Makedonii. Prostředky na jejich založení měly být poskytnuty ze zlata z Tolosy, chrámového pokladu zpronevěřeného Quintem Serviliem Caepionem. Dále, ačkoli byly určeny jako římské kolonie, mohli do nich být přijímáni i Italikové, a jelikož se mělo jednat o kolonie občanů, bylo tím částečně uznáno právo Italiků na rovnost s Římany. Městská chudina, která sobecky odmítala sdílení občanských práv s italickými spojenci, se proto důrazně postavila proti návrhu zákona a Saturninus byl nucen vyzvat voliče z římského venkova, aby mu pomohli zákon prosadit.
Zvláštní klauzule zákona stanovila, že do 5 dnů od jeho schválení byl každý senátor povinen pod hrozbou vyloučení ze senátu a vysoké pokuty složit přísahu, že jej bude dodržovat. Všichni senátoři následně přísahu složili kromě Quinta Caecilia Metella Numidika, který raději dobrovolně odešel do exilu. Saturninus také přednesl návrh zákona, jehož cílem bylo získat podporu lidu prodáváním obilí chudině za nominální cenu. Zákon buď snižoval již tak levnou cenu stanovenou obilním zákonem Gaia Graccha, nebo rušil předchozí senátorskou derogaci Gracchova zákona; první možnost se považuje pravděpodobnější. Quaestor Quintus Servilius Caepio mladší prohlásil, že státní pokladna nemůže takový rozpočtový výdaj unést a Saturninovi vlastní kolegové proti němu uplatnili tribunské veto. Saturninus přesto nařídil pokračovat v hlasování ale Caepio nechal shromáždění rozehnat násilím. Senát poté prohlásil hlasování za neplatné, protože během něj bylo slyšet zahřmění, považované za neblahé znamení; Saturninus odpověděl, že by senát měl raději zůstat zticha, jinak by po hromu mohly následovat kroupy. Návrhy zákonů (leges Appuleiae) byly nakonec schváleny pomocí hlasů Mariových veteránů.

### Pád a smrt
Marius zjistil, že je svými dosavadními spojenci upozaďován a jejich excesy kompromitován, a začal se poté od nich postupně odvracet. Saturninus i Glaucia pochopili, že jejich jediná naděje na bezpečí spočívá v udržení svých úřadů. Ve volbách na rok 99 př. n. l., které se konaly pravděpodobně v pozdním létě nebo na počátku podzimu 100 př. n. l., byl Saturninus potřetí zvolen tribunem na úřední rok začínající 10. prosincem 100 př. n. l. Glaucia, i když byl v té době praetorem, a proto mohl kandidovat na další úřad až po uplynutí dvou let, oznámil kandidaturu na konzulát. Bez problémů byl zvolen Marcus Antonius, ale druhý kandidát, Gaius Memmius, který měl pravděpodobně větší šanci na úspěch než Glaucia, byl ubit k smrti najatými agenty Saturnina a Glaucii, zatímco hlasování stále ještě probíhalo.
Toto násilí vyvolalo naprostý obrat veřejného mínění. Senát se sešel hned následujícího dne, prohlásil Saturnina a Glauciu za veřejné nepřátele a vydal takzvané senatus consultum ultimum, kterým vyzval Maria k obraně republiky. Marius neměl jinou možnost než poslechnout. Saturninus se i se svými stoupenci, poraženými přímo na Foru v líté bitce s oddíly narychlo sehnanými Mariem, uchýlil na Kapitol, kde byli poté, co jim obléhatelé přerušili dodávky vody, nuceni kapitulovat. Marius je ujistil, že jejich životy budou ušetřeny, a odvedl je do Hostiliovy kurie s úmyslem postupovat proti nim podle zákona. Někteří rozzuření optimáti však vylezli na střechu kurie, rozebrali střešní tašky a ukamenovali jimi Saturnina a mnoho dalších zadržených k smrti. Glaucia, který utekl do jakéhosi domu, byla nalezen, vyvlečen ven a zabit.

## Potomci
Jeho dcera Appuleia se navzdory rodinné hanbě dobře provdala a byla možná matkou dvou konzulů, včetně triumvira Marka Aemilia Lepida.

## Obraz v literatuře
Historické romány Colleen McCulloughové První muž Říma a Koruna z trávy se z velké části zaměřují na vzestup a pád Gaia Maria a jeho dlouhou kariéru. Lucius Appuleius Saturninus je vedlejší postavou s vlastní dějovou linií v prvním románu. Několik kapitol je napsáno ze Saturninova pohledu.